# Maruv
Anna Korsun (ukrainska: Aнна Корсун) som går under artistnamnet Maruv född 15 februari 1991 i Pavlohrad, Ukraina, är en ukrainsk artist som 2019 vann den ukrainska motsvarigheten till Melodifestivalen med ”Siren song” (text & musik: Anna Korsun) men valde att hoppa av efter politiska påtryckningar. 
Ukrainas public service-bolag UA:PBC försökte att få Maruv att skriva på ett kontakt som bland annat tillfälligt ville hindra henne från att uppträda i Ryssland och andra villkor som hon inte kunde acceptera då hon ansåg att hon genom avtalet skulle tvingas att delta i politisk propaganda. Maruv meddelad att hon varit redo att ställa in spelningar i Ryssland, men att avtalet innehöll andra villkor som hon inte kunde acceptera och att hon genom avtalet skulle tvingas att delta i politisk propaganda. Hon har delat med sig av kontraktet hon var tvungen att skriva på för att få tävla för Ukraina i Eurovision. På Instagram och Facebook skriver hon att kontraktet bland annat innehåller ett ”förbud mot att kommunicera med journalister utan tillstånd från UA:PBC (vilket totalt bryter mot yttrandefriheten och mänskliga rättigheter)”. Dessutom måste hon ställa upp på alla uppträdanden som tv-bolaget vill att hon gör: ”I teorin kan jag tvingas dansa på någon politikers födelsedag, och säger jag nej får jag böta 2 miljoner hryvnia (knappt 700.000 svenska kronor)”, skriver Maruv.
Efter Maruvs seger skrev Ukrainas kultur och vice premiärminister Vyacheslav Kyrylenko på Twitter: ”Ukrainas representant kan inte vara en artist som turnerar i angriparstaten, som planerar att fortsätta göra det och inte ser något oacceptabelt med det. Därför är det långt ifrån klart vem som representerar Ukraina”. Även under själva tävlingen blev Maruv ifrågasatt, då den tidigare Eurovisionvinnaren och jurymedlemmen Jamala frågade vilket land Krim tillhör. ”Ukraina, såklart”, svarade Maruv, som i sociala medier också har försäkrat att hon älskar sitt land.
Maruv har uppträtt i Ryssland och har flera uppträdanden inbokade där 2019 samt har kontrakt med Warner Ryssland.
Efter diskussioner gick både hon och tv-bolaget gått ut med att de inte har nått en överenskommelse. Den 25 februari bekräftades det att Maruv inte kommer att representera Ukraina i tävlingen. Även artisterna i Freedom Jazz, som hamnade på tävlingens andra plats och trion Kazka som hamnade på  tredje plats tackade nej till att representera Ukraina vid Eurovision Song Contest 2019 och Ukraina stod utan representant. Den 27 februari 2019, meddelade UA:PBC att landet drar sig ur tävlingen.

## Diskografi

### Studioalbum
- Stories (2017)
- Black Water (2018)

### Singler
| Singel            | År   | Chart position | Chart position | Album            |
| Singel            | År   | RUS            | POL            | Album            |
| ----------------- | ---- | -------------- | -------------- | ---------------- |
| "Сонце (Sontse)"  | 2017 | —              | —              | Stories          |
| "Let Me Love You" | 2017 | —              | —              | Stories          |
| "Спини (Spyny)"   | 2017 | —              | —              | Non-album single |
| "Drunk Groove"    | 2017 | 1              | 8              | Black Water      |
| "Focus on Me"     | 2018 | 3              | —              | Black Water      |
| "Black Water"     | 2018 | 194            | —              | Black Water      |
| "Siren Song"      | 2019 | —              | —              | Non-album single |

### Featuring
- For You (with Faruk Sabanci) (2018)